# 원유남 선생 묘
원유남 선생 묘(元裕男 先生 墓)는 대한민국 경기도 여주시 북내면 장암리 348-1에 있다. 1986년 4월 10일 여주시의 향토유적 제3호로 지정되었다.

## 개요
원유남(元裕男,1561~1631)은 인조대의 무신으로 1583(선조16년) 무과에 급제한 후 여러 관직을 역임하였다.

## 같이 보기
- 원유남